# 提格斯特·阿塞法
提格斯特·阿塞法（Tigst Assefa，1996年12月3日—）是一名衣索比亞田徑運動員，主攻800公尺項目。她曾獲得非洲青年田徑錦標賽女子800公尺季軍。
在2022年4月首次参加马拉松比赛后，阿塞法在2022年柏林马拉松比赛中将成绩提高了18分钟以上，随后又在2023年柏林马拉松中以两分多钟的优势创造了2:11:53的女子马拉松世界纪录。不過該紀錄於2024年11月被露丝·切帕蒂奇打破。但是她又於2025年4月27日舉辦的倫敦馬拉松上以2小时15分50秒的成绩再度打破女子馬拉松纪录。

## 賽事記錄
| 年            | 賽事           | 舉辦城市         | 名次          | 項目          | 記錄          |
| 代表 衣索比亞 | 代表 衣索比亞  | 代表 衣索比亞    | 代表 衣索比亞 | 代表 衣索比亞 | 代表 衣索比亞 |
| ------------- | -------------- | ---------------- | ------------- | ------------- | ------------- |
| 2012          | 非洲錦標賽     | 貝南             | 第19名 (sf)   | 400公尺       | 55.58         |
| 2012          | 非洲錦標賽     | 貝南             | 第7名         | 4×400公尺接力 | 3:41.10       |
| 2013          | 非洲青年錦標賽 | 模里西斯巴姆布斯 | 季軍          | 800公尺       | 2:05.65       |
| 2013          | 非洲青年錦標賽 | 模里西斯巴姆布斯 | 亞軍          | 4×400公尺接力 | 3:42.18       |
| 2014          | 非洲錦標賽     | 摩洛哥馬拉喀什   | 第4名         | 800公尺       | 2:00.43       |
| 2014          | 國際田總洲際盃 | 摩洛哥馬拉喀什   | 第4名         | 800公尺       | 2:00.57       |
| 2016          | 世界室內錦標賽 | 美國波特蘭       | 第12名 (h)    | 800公尺       | 2:04.55       |

## 個人紀錄
室外
- 400公尺 - 54.05（2012年6月27日）
- 800公尺 - 1:59.24（洛桑，2014年7月3日）

室內
- 800公尺 - 2:02.01（梅斯，2016年2月21日）

## 外部連結
- 提格斯特·阿塞法在的頁面